# NGC 1343
NGC 1343 (другие обозначения — UGC 2792, MCG 12-4-1, ZWG 327.5, 7ZW 8, IRAS03324+7224, PGC 13384) — галактика в созвездии Кассиопея.
Этот объект входит в число перечисленных в оригинальной редакции «Нового общего каталога».
В галактике вспыхнула сверхновая SN 2008dv типа Ic, её пиковая видимая звездная величина составила 18,2.